# 与陌生人跳舞
〈与陌生人跳舞〉是英国歌手山姆·史密斯和美国歌手诺曼妮于2019年1月11日通过國會唱片发行的一首歌曲，收录于史密斯的第三张录音室专辑《爱的模样》。

## 翻唱版本
五秒盛夏乐团曾在为BBC Radio 1的现场客厅翻唱了这首歌，他们还因此获得了iHeartRadio音乐奖的最佳翻唱歌曲 。

## 侵权指控
2022年，史密斯、诺曼妮与制作团队都被Jordan Vincent、Christopher Miranda和Rosco Banlaoi起诉。他们声称歌曲抄袭了他们2015年发表的同名歌曲。根据文森特、米兰达和班劳伊的说法，“这两首歌中的记忆点（hook）与合唱部分——这些作品中最重要的部分和艺术方面——包含了〈与陌生人跳舞〉的歌词，其旋律和乐曲几乎相同”，由于两首歌曲的视频包含相似的元素，音乐视频也被认为为侵犯版权。